# Джёцай
Джёцай (серб. Ђоцај, Đocaj; алб. Gjocaj) — село в исторической области Метохия. С 2008 года находится под контролем частично признанной Республики Косово.

## Административная принадлежность
| Сербская позиция                                                                 | Албанская позиция                                          |
| -------------------------------------------------------------------------------- | ---------------------------------------------------------- |
| входит в общину Дечани Печского округа автономного края Косово и Метохия, Сербия | входит в общину Юник Джяковицкого округа Республики Косово |

## Население
Согласно переписи населения 1981 года в селе проживало 215 человек: все албанцы.
Согласно переписи населения 2011 года в селе проживало 31 человек: 16 мужчин и 15 женщин; все албанцы.
| Численность населения | Численность населения | Численность населения | Численность населения | Численность населения | Численность населения | Численность населения |
| 1948                  | 1953                  | 1961                  | 1971                  | 1981                  | 1991                  | 2011                  |
| --------------------- | --------------------- | --------------------- | --------------------- | --------------------- | --------------------- | --------------------- |
| 210                   | 180                   | 138                   | 161                   | 215                   | 306                   | 31                    |